# 備後矢野站
備後矢野站（日语：／ Bingo-Yano eki */?）是位於廣島縣府中市上下町矢多田，西日本旅客鐵道（JR西日本）的福鹽線車站。

## 歷史
- 1938年（昭和13年）7月28日]- 福鹽線府中町站（現時：府中站）至上下站之間開通，此站啟用。
  - 當時車站位於廣島縣甲奴郡矢野村（日语：矢野村 (広島県)）矢多田。
- 1954年（昭和29年）3月31日 - 隨著上下町（日语：上下町）（第二次）成立，車站地址變為廣島縣甲奴郡上下町矢多田。
- 1983年（昭和58年）4月5日 - 成為無人車站（簡易委託站）。
- 1987年（昭和62年）4月1日 - 伴隨國鐵分割民營化，車站由西日本旅客鐵道（JR西日本）營運。
- 2004年（平成16年）4月1日 - 上下町（第二次）編入至府中市，車站地址變為廣島縣府中市上下町矢多田。
- 2008年（平成20年）4月1日 - 結束簡易委託。

## 車站構造

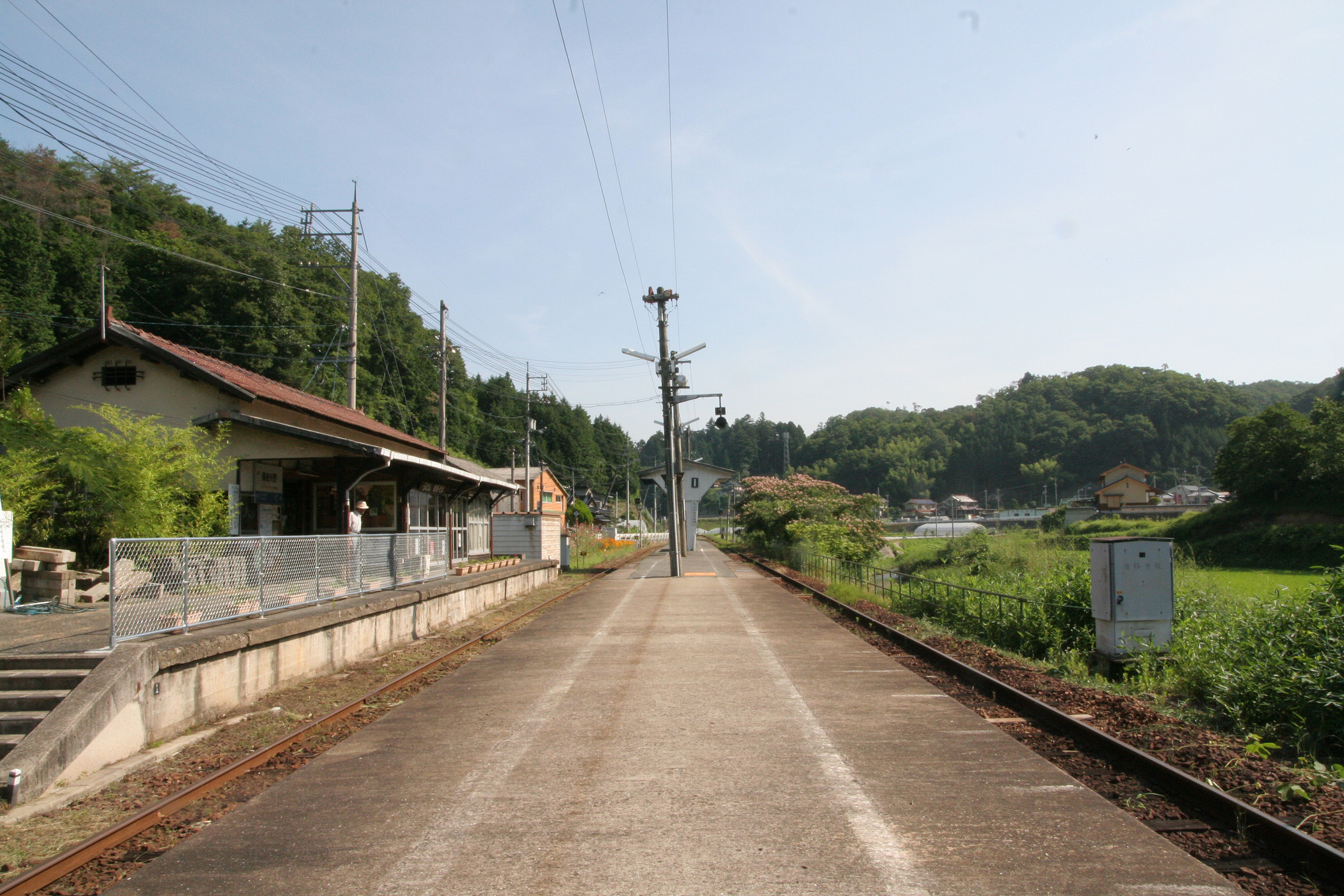
站內（2008年7月9日）

車站是一座地面車站，設有1面2線的島式月台。車站大樓位於路軌西邊，車站大樓與月台之間設有站內平交道連接。
此站是由三次鐵道部管理的無人車站，沒有自動售票機。此站設有車站印章。車站大樓內設有民藝店、烏冬·蕎麥麵店。該店有一個以福鹽線而名的「福緣烏冬」。

### 月台
| 月台 | 路線   | 上下行 | 方向           |
| ---- | ------ | ------ | -------------- |
| 1    | 福鹽線 | 上行   | 府中、福山方向 |
| 2    | 福鹽線 | 下行   | 鹽町、三次方向 |

## 利用狀況
以下為近年1日平均乘車人次列表
| 年度               | 1日平均 乘車人次 |
| ------------------ | ---------------- |
| 1996年（平成08年） | 31               |
| 1997年（平成09年） | 27               |
| 1998年（平成10年） | 24               |
| 1999年（平成11年） | 17               |
| 2000年（平成12年） | 28               |
| 2001年（平成13年） | 26               |
| 2002年（平成14年） | 30               |
| 2003年（平成15年） | 23               |
| 2004年（平成16年） | 21               |
| 2005年（平成17年） | 21               |
| 2006年（平成18年） | 21               |
| 2007年（平成19年） | 18               |
| 2008年（平成20年） | 12               |
| 2009年（平成21年） | 11               |
| 2010年（平成22年） | 14               |
| 2011年（平成23年） | 18               |
| 2012年（平成24年） | 17               |
| 2013年（平成25年） | 17               |
| 2014年（平成26年） | 14               |
| 2015年（平成27年） | 12               |
| 2016年（平成28年） | 14               |
| 2017年（平成29年） | 13               |
| 2018年（平成30年） | 10               |
| 2019年（令和元年） | 10               |

## 車站周邊
站前設有巴士路線前往矢野溫泉。
- 國道432號（日语：国道432号）
- 廣島縣道25號三原東城線（日语：広島県道25号三原東城線）
- 府中市立上下南小學

## 相鄰車站
西日本旅客鐵道（JR西日本）
 福鹽線
備後三川－備後矢野－上下

## 注腳
1. ↑  府中市統計要覧

## 外部連結
- 備後矢野｜車站資訊：JR出門網 - 西日本旅客鐵道（日語）